# Куриный гусь

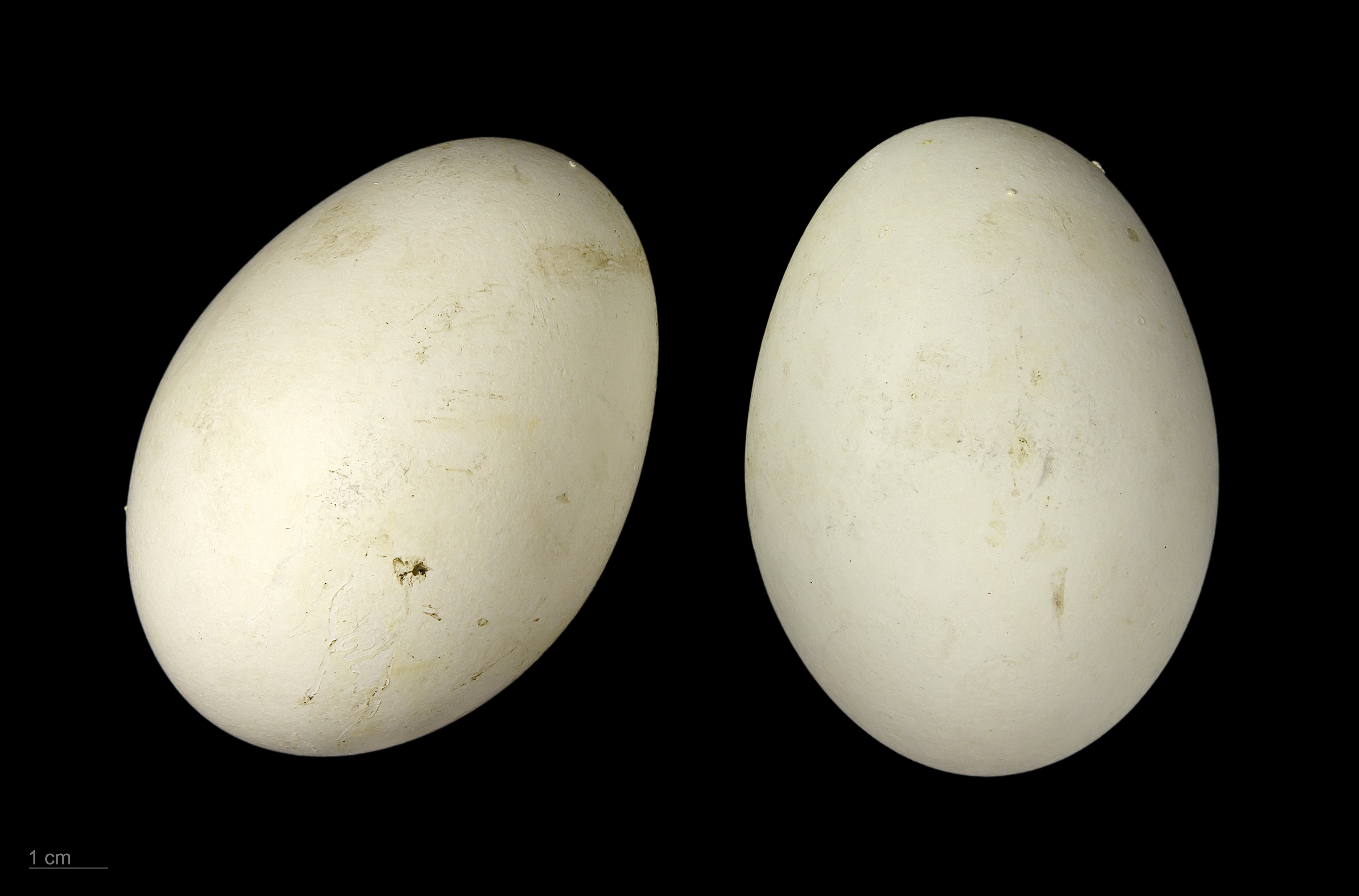
яйцо Cereopsis novaehollandiae - Тулузский музеум

Кури́ный гусь (лат. Cereopsis novaehollandiae) — вид птиц из монотипного рода Cereopsis подсемейства гусиных семейства утиных.

## Внешний вид
Это крупный гусь, достигающий в длину 75—100 см и весящий 3,2—6,8 кг. Окраска серая со светлыми пятнами. Голова небольшая, шея относительно короткая. Клюв желтый, короткий и высокий, у основания вздут, с загнутым черным кончиком, напоминает куриный. Длинные красные ноги с короткими черными пальцами, соединенными небольшими перепонками.

## Распространение
Обитает в Южной Австралии и на острове Тасмания.

## Образ жизни
Куриные гуси держатся в основном на суше, очень быстро бегают и предпочитают именно этот способ передвижения. Плавают эти гуси довольно плохо и неохотно, а летают тяжело. Только в период выведения птенцов они связаны с водой, а остальное время избегают её. Во внегнездовое время держатся большими стаями, но в период гнездования разбиваются на отдельные пары.

### Питание
Питается в основном травой. Видимо, более растительнояден, чем другие гуси.

### Голос
Глухие ворчащие звуки, иногда напоминающие хрюканье свиньи. Привычного гусиного гогота от куриных гусей не слышно.

### Размножение
Спариванию предшествует красивый брачный танец гусака. Гнездо свито гораздо более искусно, чем у других гусей, лоток выстлан перьями и пухом. В кладке 4—6 небольших желтовато-белых яиц с гладкой блестящей скорлупой. Насиживание длится около 5 недель, птенцы с первого дня способны следовать за родителями. В период размножения самец ведёт себя очень агрессивно, охраняя самку и птенцов.

## Классификация
Международный союз орнитологов выделяет два подвида:
- C. novaehollandiae novaehollandiae
- C. novaehollandiae grisea